# Prevenirea incendiilor în Banat
.

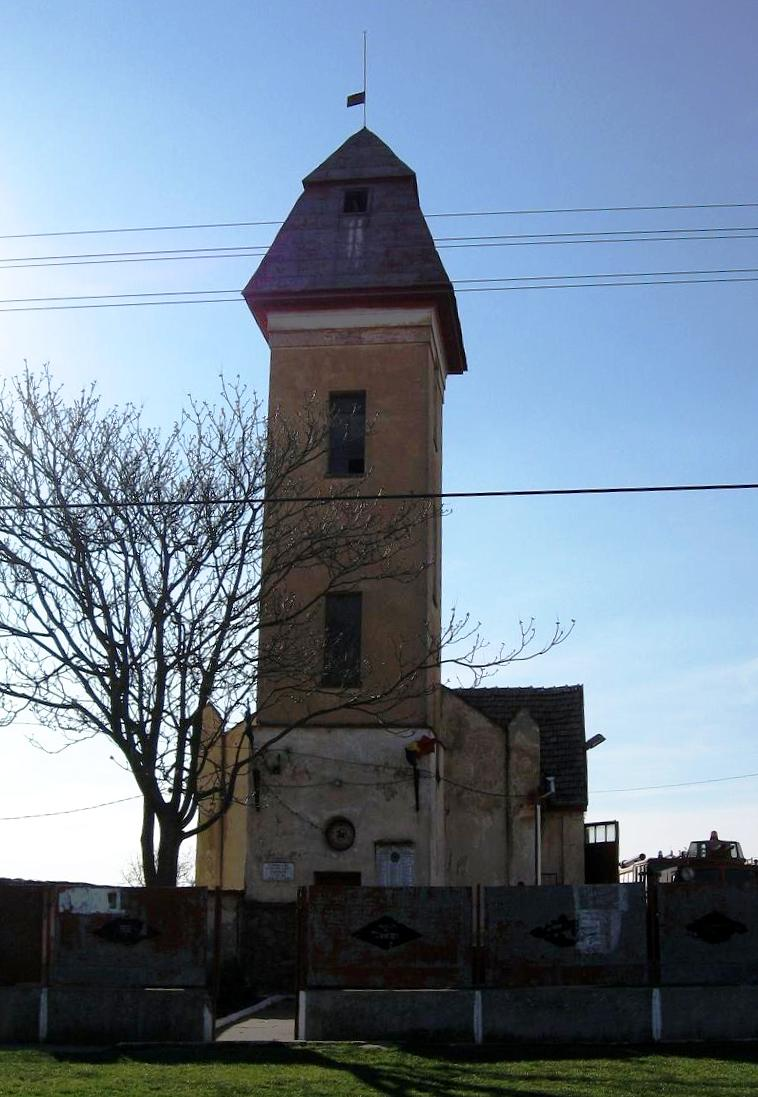
Turnul pompierilor, com. Giarmata unde se află și sediul serviciului voluntar de pompieri

Prevenirea incendiilor în Banat este o activitate a inspectoratelor județene pentru situații de urgență din Banat. Scopul prevenirii incendiilor  este de a educa publicul să ia măsuri de prevenire a incendiile care este cauza potențială a mai multor pagube materiale și umane și de a fi educată populația pentru a supraviețui. 
Prevenirea incendiilor reprezintă totalitatea acțiunilor de împiedicare a inițierii și propagării incendiilor, de asigurare a condițiilor pentru salvarea persoanelor și bunurilor și de asigurare a securității echipelor de intervenție.

## Prevederi legale
Apărarea împotriva incendiilor constituie o activitate de interes public, național, cu caracter permanent, la care sunt obligate să participe, în condițiile prezentei legi, autoritățile administrației publice centrale și locale, precum și toate persoanele fizice și juridice aflate pe teritoriul României.
Persoanele fizice și juridice sunt obligate să respecte reglementările tehnice și dispozițiile de apărare împotriva incendiilor și să nu primejduiască, prin deciziile și faptele lor, viața, bunurile și mediul.
Persoana care observă un incendiu are obligația să anunțe prin orice mijloc serviciile de urgență, primarul sau poliția și să ia măsuri, după posibilitățile sale, pentru limitarea și  stingerea incendiului
În caz de incendiu, orice persoană trebuie să acorde ajutor, când și cât este rațional posibil, semenilor aflați în pericol sau în dificultate, din proprie inițiațivă ori la solicitarea victimei, a reprezentanților autorităților administrației publice, precum și a personalului serviciilor de urgență.
În cazul incendiilor produse la păduri, plantații, culturi agricole, miriști, pășuni și fânețe, persoanele aflate în apropiere au obligația să intervină imediat cu mijloacele de care dispun, pentru limitarea și stingerea acestora.

## Istoric prevenire incendii în Banat
Pericolul incendiilor în Timișoara a crescut considerabil în perioada ocupației otomane, când, după informațiile cronicarilor vremii, marea majoritate a clădirilor erau construite din lemn. Cum au arătat casele în oraș și în suburbiile aglomerate ne informează Evliya Çelebi  dar mai relevantă ni se pare o relatare apărută la Augsburg în anul 1716, unde, referitor la clădirile de lemn din Timișoara, s-a menționat că „însăși casa pașei din cetate nu este mai bună decât casa unui cetățean obișnuit dintr-o localitate din Germania”.
În primele luni după ocuparea orașului de către Habsburgi, problemele legate de combaterea incendiilor a fost asigurată de militari. Datoria militarilor în această direcție a fost reglementată prin instrucțiunile (Feuerordnung) emise de generalul Franz Paul Wallis (1678–1737), comandantul garnizoanei între 1716–1729, instrucțiuni intrate în vigoare deja în luna noiembrie a anului 1766.
Imediat după constituirea conducerii civile a orașului, la data de 1 ianuarie 1718, atribuțiile pompierești, ca și cele de ordine interioară, au intrat în competența magistraturii civile, aflată la rândul ei sub supravegherea Administrației Banatului, care a ordonat ca pentru combaterea incendiilor fiecare cetățean să țină în casa lui o scară și un butoi cu apă, la acea vreme comandant militar al Banatului și președintele al administrației imperiale a Banatului era generalul – conte Mercy De altfel, una dintre primele prevederi ale magistraturii a fost demolarea hornurilor de lemn și de lut ale caselor vechi și înlocuirea lor cu hornuri construite din cărămidă și piatră.
Cât de importantă a fost combaterea incendiilor încă din primii ani de după 1716 ne arată și prezența  cultului protectorului pompierilor, al Sfântului Florian, sărbătorit anual în 4 august prin procesiunile solemne ținute în Palanca Mică. În cazurile de excepție, cum a fost și incendiul din noaptea de 14 octombrie 1723, care a periclitat și casa generalului Wallis, ajutorul ceresc a fost invocat personal de superiorul iezuiților, care s-a rugat cu crucea în mână pentru stingerea incendiului.
În ciuda măsurilor luate după 1717, se pare că inițiativele conducerii orașului nu au fost suficiente pentru organizarea eficientă a combaterii și preîntâmpinării incendiilor. În acest sens trebuie interpretat raportul din anul 1734 al generalului comandant al Banatului (între anii 1734–1738), baron Johann Andreas Hamilton (1679–1738), care sublinia necesitatea elaborării unui regulament pentru preîntâmpinarea și combaterea incendiilor.
Observațiile critice ale lui Hamilton au stat la baza elaborării Regulamentului din anul 1755 pentru organizarea orașului (Policey Ordnung), care, prin cele 27 de puncte reglementa viața localității. Punctul 22 al Regulamentului se referea la combaterea incendiilor, cerându-se construirea unei clădiri separate, din materiale solide, pentru păstrarea obiectelor (precum scări, vase etc.) și a mașinilor necesare combaterii incendiilor (Wasser Maschinen). Aceste rechizite trebuiau să fie păstrate permanent în căruțe speciale, care în cazul incendiilor să fie deplasate la locul acestora. Punctul 23 preciza că semnalarea incendiilor cade în sarcina paznicilor de noapte de la primăria orașului, iar punctul 24 a prevăzut că o comisie specială (Feuer Comission) va controla anual de două ori atât sursele de incendii, precum și starea rechizitelor și a rezervoarelor de apă prevăzute pentru combaterea incendiilor;

### Prevenirii incendiilor până în anul 1936
Primul înscris cu tematica de prevenire și stingere a incendiilor pentru pompieri în Timișoara, datează din 13 martie 1774 și conținea instrucțiuni de prevenire a incendiilor specifice Timișoarei și cu prevederi privind organizarea stingerii incendiului de către cetățenii dar și meșteșugarii din oraș. Greutățile cele mai mari de stingere a incendiilor erau legate de distanțele mari dintre Cetate, Fabric, Iosefin și Elisabetin. În regulament erau sancțiuni pentru nerespectarea măsurilor ordonate, chiar și pedepse corporale sau cu amendă pentru cei care refuzau să participe la stingerea incendiilor.
În anul 1801, magistratul orașului Timișoara a dat o dispoziție scrisă prin care obliga toți cetățenii:
- să respecte și să ia toate măsurile împotriva focului;
- să repare și să întrețină în stare bună toate fântânile, fiind interzisă neglijarea acestora.

În anul 1813 este elaborat un document în care se face descrierea și modul de folosire a stingătoarelor, instrument folosit pentru stingerea incendiilor în gospodării.
Prima etapa, delimitată până la înființarea instituției pompierilor și a poliției de incendiu în 1866, se caracterizează prin lipsa organizării serviciului de pompieri, a unor oameni anume pregătiți pentru lupta cu focul, și prin existența unui inventar pompieristic redus și prost întreținut, care de cele mai multe ori se dovedea a fi ineficient.
În jud. Timiș, fost Banat, preocuparea comunităților locale pentru prevenirea și stingerea incendiilor în timp util și cu mijloace tehnice adecvate s-a manifestat încă din a doua jumătate a secolului al XVIII-lea.
La 9 februarie 1834 sunt precizate măsurile de evitare a incendiilor în clădirea teatrului din Timișoara și a sălii de bal, considerate locuri cu pericol de incendiu sporit.
În mai toate comunele mari, administrația imperială austriacă a încurajat apariția formațiilor civile de pompieri voluntari. Pe poarta casei voluntarului era desenată (ștanțată) pe o tăbliță unealta cu care trebuia să se prezinte la stingerea focului: lopată, găleată, topor, scară, fie alt obiect necesar. 

### Prevenirii incendiilor după anul 1989
După anul 1989 a constituit un nou început pentru pompierii militari din Banat, s-a schimbat cadrului legal de organizare și funcționare și de prevenire a incendiilor. A apărut Ordonanța Guvernului nr. 60/1997 privind apărarea împotriva incendiilor, aprobată prin Legea nr. 212. Anterior, dar și ulterior acestor documente, s-au elaborat multe alte acte normative cu impact asupra activității de  apărare împotriva incendiilor.
Această activitate constituie o activitate de interes public, național, cu caracter permanent, la care trebuie să participe autoritățile administrației publice centrale și locale, precum și toate persoanele fizice și juridice aflate pe teritoriul țării.
Structuri de prevenire
În cadrul autorităților administrației publice centrale și locale, instituțiilor publice și operatorilor economici, în funcție de nivelul riscului de incendiu și de specificul activității sunt constituie, după caz, următoarele structuri:  
- compartiment de prevenire a incendiilor, compus din două sau mai multe cadre tehnic p.s.i. sau personal de specialitate cu atribuții în domeniul p.s.i.
- cadru tehnic p.s.i. sau personal de specialitate cu atribuții în domeniul p.s.i., numit exclusiv pentru această activitate, conform legii
- serviciu public voluntar sau privat pentru  situații de urgență[8].

## Pompierii voluntari din județul Timiș
Pompierii voluntari din Județul Timiș sunt pompieri care au, în general, aceleași atribuții ca și pompierii profesioniști numai că nu sunt plătiți pentru aceasta, excepție unele cazuri când merg la intervenție, desfășoară activități de pregătire, etc., restul  activităților desfășurând în mod benevol în cadrul unui serviciu voluntar pentru situații de urgență din localitate, în zona de competență.

### Primele formațiuni de pompieri voluntari din jud. Timiș

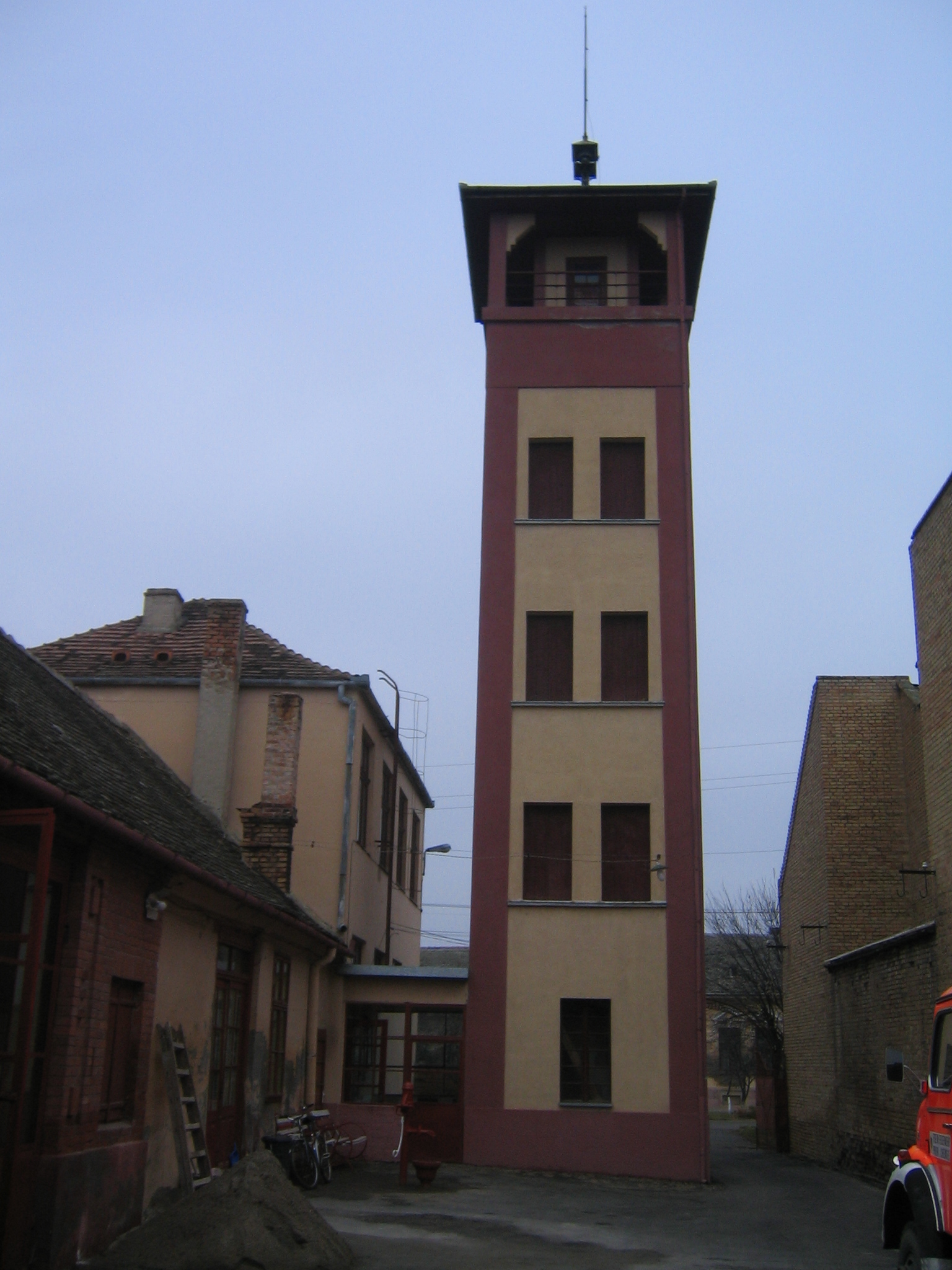
Turnul Pompierilor Jimbolia unde se află și sediul serviciului voluntar de pompieri

În anul 1823 ia ființă Formația voluntară de pompieri din comuna Peciu Nou cu un efectiv de 50 de persoane, care avea în dotare 4 pompe manuale, fiecare pompă având un furtun de 20 m lungime.
În data de 22 februarie 1873, la Lugoj, Ștefan Putnik, secondat de un grup de cetățeni fruntași, a reușit să pună bazele organizației pompierești Corpul pompierilor voluntari din Lugoj
În anul 1875 s-a înființat formația de pompieri din localitatea Jimbolia, care are și un muzeu ce deține obiecte și dotări specifice formațiilor voluntare de pompieri din Banat în perioada anilor 1880 – 1970, ce au aparținut Formației Civile de pompieri a orașului Jimbolia, precum și numeroase tablouri, fotografii, documente specifice, diplome și trofee obținute de pompierii voluntari la concursurile profesionale.
În 8 august 1875 în Deta, se înființează asociația sub denumirea „Reuniunea pompierilor voluntari din Deta” iar la 30 ianuarie 1876 a avut loc adunarea constitutivă a acesteia care a ales conducerea având următoarea componență: un președinte de onoare pe viață, un președinte, comandant, casier și medic. Asociația avea în componență membri susținători și activi și aceasta a păstrat organizarea până la 17 martie 1951 când a intrat în vigoare Decretul nr. 44, ocazie cu care s-a transferat la consiliul local.Orașul Deta are și un muzeu al pompierilor ce deține obiecte, documente și dotări specifice formațiilor voluntare de pompieri după anul 1900.
În anul 1879 ia ființă formația voluntară de pompieri Recaș. După acestea, au mai urmat și alte formații de pompieri voluntari, care funcționează și în prezent în localitățile din județul Timiș. Regulamentele, statutele reuniunilor voluntare de pompieri din Timișoara și din localitățile din Banat, au evoluat având aproximativ același conținut, stipulându-se îndatoriri, drepturi și forme structurale de organizare.
În anul 1897 ia ființă formația voluntară de pompieri Giarmata, iar în anul 1970 cea din Giroc. 
Alte formații de pompieri voluntari s-au constituit în următorii ani după cum urmează:
- Biled - 1927
- Buziaș - 1881
- Cenadul Mare - 1893
- Ciacova - 1881
- Orțișoara- 1930
- Tormac - 1888
- Teremia Mare - 1905
- Gotlob - 1900
- Lenauheim - 1924,etc.

### Pompieri voluntari din Timișoara

#### Regatul maghiar (1860–1918)
Primele formațiuni de pompieri voluntari din Timișoara au apărut în 22 august 1869. Acestea au fost înființate ca unități de pompieri voluntari în cartierele Fabric, Iosefin, Cetate sub conducerea dr. Károly Küttel(1818 – 1875), fost primar al Timișoarei, iar în anul 1893 se înființează și cea de a patra Brigadă în cartierul Mehala.
Remizele de pompieri voluntari din Timișoara din fiecare cartier erau sprijinite de armată, poliție și primărie. În timp, remizele se deosebesc de la cartier la cartier, după uniformă, după drapel, după sărbătoarea sfântului protector, după amploarea și data balului anual. 

Cazărmile pompierilor la începutul secolului al XX-lea
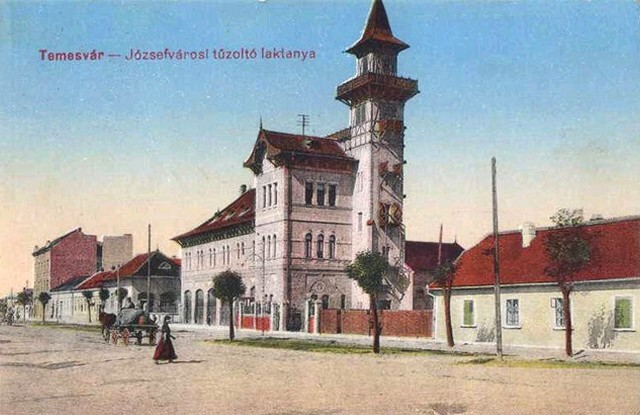
Cazarma din Iosefin în 1912
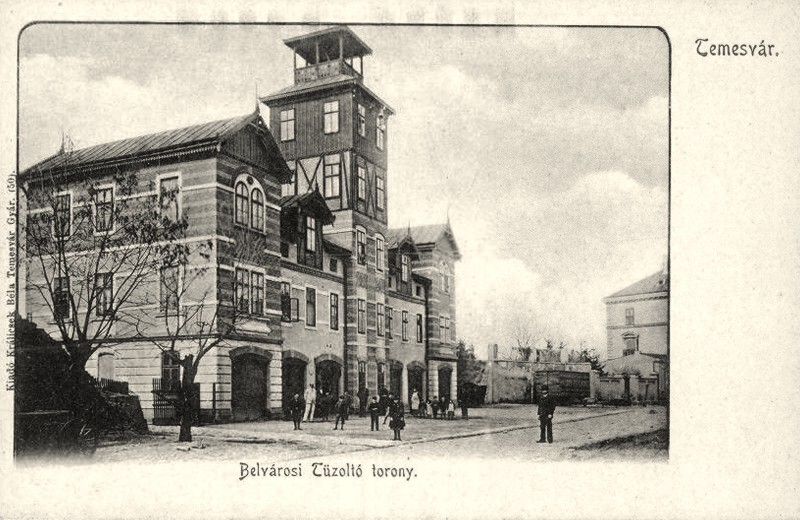
Cazarma din Cetate la 1900
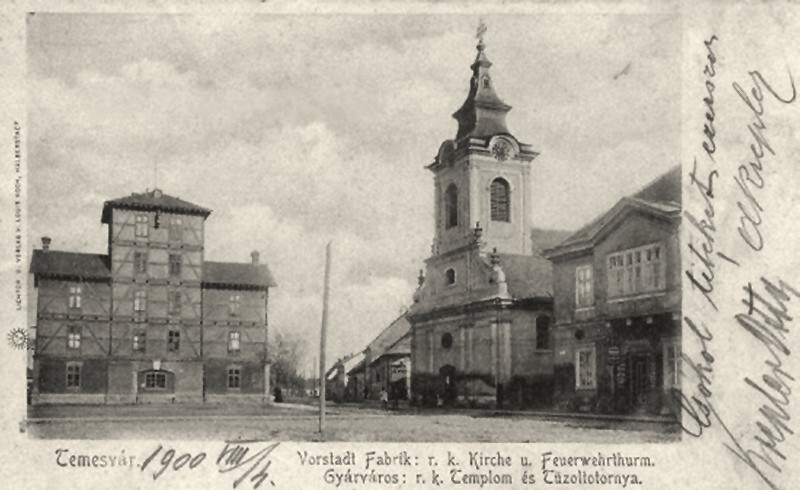
Cazarma din Fabric la 1900

În anul 1877 cele trei corpuri au fost reorganizate și au fost numite în ordinea înființării lor Fabric I, Iosefin II și Cetate III, astfel încât activitatea lor se putea coordona mai bine. Fiecare dintre ele erau instituții independente se autofinanțau, nu erau legate între ele decât prin faptul că au același semnalizare pentru foc, iar primarul în funcție este președintele lor din oficiu. Deoarece în cazul unor incendii mari trebuia să participe toate cele trei comandamentele împreună au fost legate prin telegraf pentru a putea comunice între ele. După introducerea telefoniei punctele de pază ale celor trei corpuri au fost prevăzute cu linii telefonice proprii. De remarcat faptul că fiecare remiză avea pază permanente, corpurile au fost înzestrate cu instrumente de stingere standardizate, iar instruirea pompierilor a fost executată după aceleași metode.
O altă necesitate a fost procurarea de rechizite adecvate și în special cisterne și furtunuri, trebuia rezolvată problema animalelor de tracțiune în permanență la dispoziție, scările mobile mari și instruirea personalului. Deoarece trebuia organizat și serviciu de pază fiecare comandant și-a construit un turn propriu cu magazie de rechizite, punct de pază, remiză pentru cai, etc. Toate aceste amenajări și angajarea de personal permanent plătit au constituit mari cheltuieli, orașul contribuind la acoperirea acestora cu o subvenție anuală de aproximativ 6000 coroane, de asemenea au fost organizate baluri și alte manifestări pentru strângerea de fonduri.

#### Corpul pompierilor voluntari din Iosefin
Aceasta avea rezultate foarte bune, ca urmare în 1904 primăria a hotărât construirea unei cazărmi noi în cartierul Josefin (pe actualul Bulevard 6 Martie) alături de vechea remiză, construcția a început în luna iulie 1905. Pompierii civili din cartierul Josefin deserveau și populația din cartierul învecinat, Elisabetin. Treptat pompierii civili au fost înlocuiți cu pompieri militari, căruțele cu mașini. Turnul de veghe domină cartierul și întreaga zonă de vest a orașului, pe vremuri era locul care servea pompierilor drept loc de observare pentru apărare împotriva incendiilor.

### Organizare și conducere
.

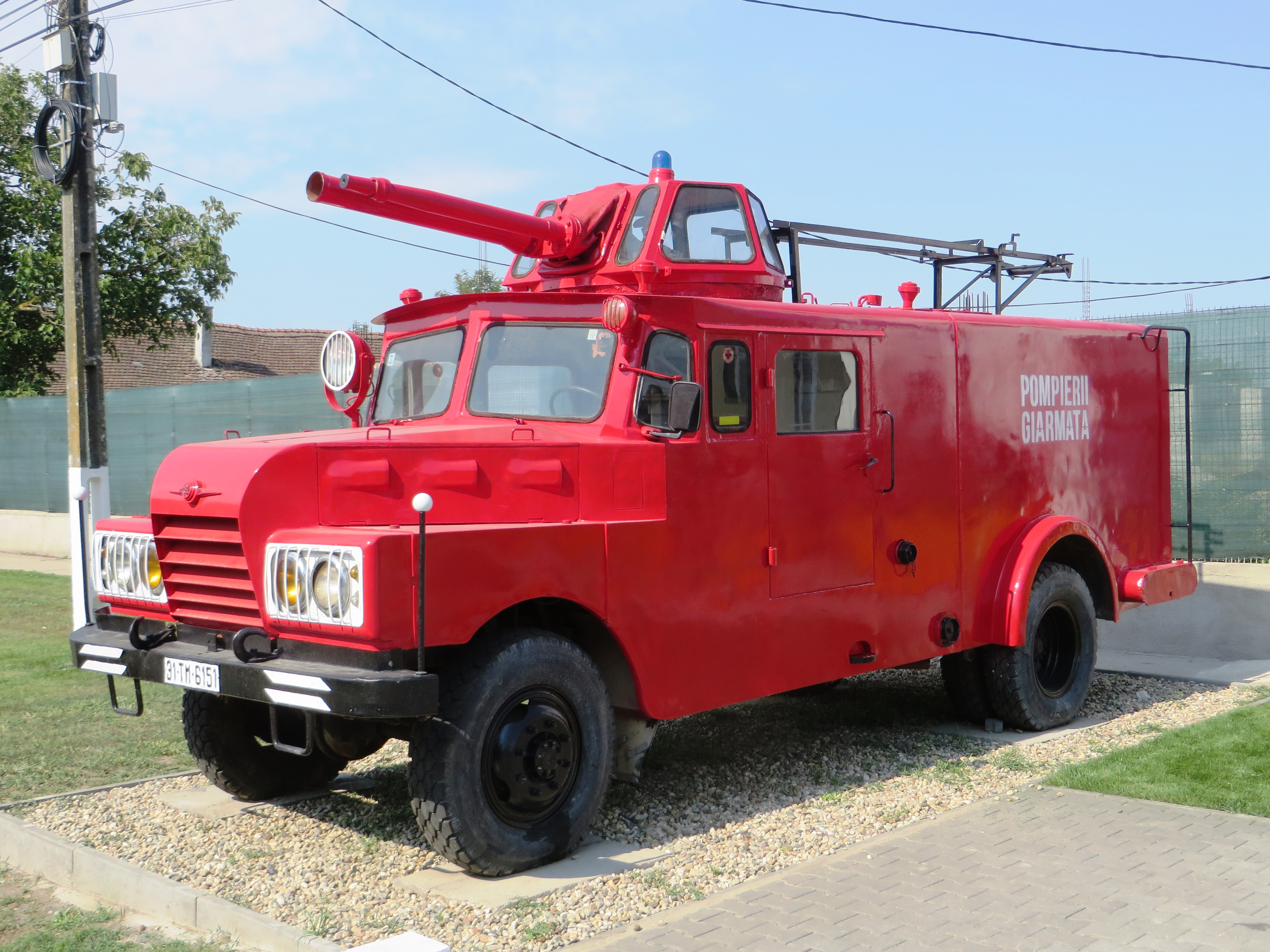
Mașină de pompieri com. Giarmata

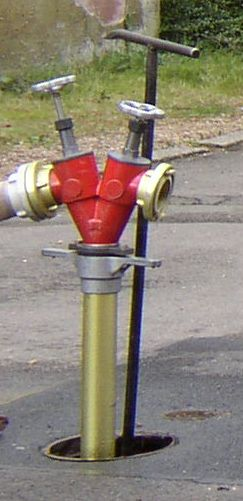
Hidrant exterior

Pompierii voluntari sunt constituiți în cadrul serviciilor voluntare pentru de urgență (S.V.S.U) – structuri specializate, altele decât cele aparținând serviciilor de urgență profesioniste, organizate cu personal angajat și/sau voluntar, în scopul apărării vieții și avutului public împotriva incendiilor și a altor calamități, în sectoarele de competență stabilite cu avizul inspectoratelor.
Consiliile locale au obligația să constituie servicii de urgență voluntare iar operatorii economici și instituțiile au obligația să constituie servicii de urgență private, conform criteriilor de performanță elaborate potrivit legii. Constituirea serviciilor de urgență voluntare are la bază principiile complementarității răspunsului în situații de urgență, reducerii timpului de răspuns, principiul cooperării la nivel local și al implicării comunității. Înființarea și desființarea unui serviciu de urgență voluntar/privat se fac numai cu avizul inspectoratului respectiv a sectorului de competență pe baza criteriilor de constituire.
Serviciul de urgență voluntar funcționează la nivel local, iar activitatea acestora este condusă de către primar prin consiliu local care trebuie să asigure echiparea și dotare cu tehnica și echipament individual de protecție a serviciului de pompieri potrivit legii. În cazul unui incendiu voluntarii sunt anunțați telefonic, alarmă sau prin intermediul stației locale de pompieri.
În localitățile unde nu sânt servicii profesioniste pentru de urgență situații de urgență, primarul are obligația să coordoneze organizarea permanentă a intervenției în caz de incendiu la nivelul unității administrativ-teritoriale, să asigure participarea la intervenție a serviciului voluntar de urgență cu mijloacele din dotare și conducerea intervenției, până la stingerea incendiului ori până la sosirea forțelor inspectoratului.
Primarul trebuie să asigură condițiile pentru participarea la concursuri a serviciilor de urgență voluntare și a cercurilor de elevi Prietenii pompierilor;

### Conducerea intervenției
Conducerea intervenția se realizează gradual, astfel:
- alarmarea serviciului voluntar, concomitent cu anunțarea/alertarea structurilor profesioniste de intervenție ale inspectoratului competent teritorial, precum și, după caz, a entității cu care a fost încheiat contract, convenție de colaborare sau protocol;
- realizarea intervenției propriu-zise de către serviciul voluntar;
- acordarea de sprijin la intervenție, cu tehnică și personal specializat, de către entitatea cu care a fost încheiat contract, convenție de colaborare sau protocol;
- participarea la intervenție, cu tehnică și personal specializat, a structurilor profesioniste de intervenție ale inspectoratului competent teritorial[13].

## Patronul spiritual al Pompierilor din România
Sfântul Iosif cel Nou de la Partoș, Mitropolitul Timișoarei și ocrotitorul Banatului, este patronul spiritual al Pompierilor din România, în această calitate a săvârșit mai multe minuni, printre care stingerea unui puternic incendiu în anul 1653, provocat de armata otomană ce cuprinsese o parte a Timișoarei. „Ieșind din biserică cu Sfintele Taine în mâinile sale și rugându-se cu lacrimi, îndată a trimis Dumnezeu o ploaie puternică și s-a stins focul”. Pentru faptele sale în fiecare an, la 15 septembrie, în Biserica Ortodoxă Română se face pomenire a acestuia..

## Concursuri profesionale servicii voluntare
Concursurile se organizează anual și au ca obiective:
- dezvoltarea și perfecționarea aptitudinilor necesare îndeplinirii acțiunilor de intervenție în situații de urgență;
- evaluarea nivelului de pregătire a capacității de intervenție a serviciilor voluntare și private pentru situații de urgență;
- popularizarea, în rândul cetățenilor, a unor aspecte din activitățile desfășurate de serviciile de pompieri;
- dezvoltarea și îmbunătățirea relațiilor de colaborare între serviciile de pompieri[15].

## Serviciilor voluntare din jud. Timiș cu rezultate remercabile
.

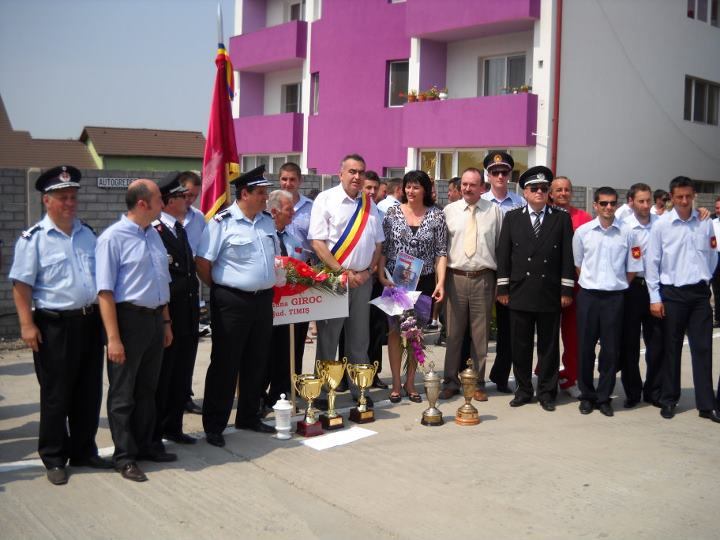
Lotul SVSU com. Giroc campioni ai concursurilor profesionale ale serviciilor voluntare din România în anul 2010 desfășurat la Timișoara și Giroc, alături de personalități și autorități

- S.V.S.U. din com. Giroc campioană națională la concursurile profesionale ale pompierilor civili în anii 2007, 2008, 2009, Timișoara 2010, Suceava 2012 și vicecampioană la Târgu Secuiesc, județul Covasna - 2011.Datorită rezultatelor obținute  a fost desemnată  de a reprezenta România în anul 2013 la Olimpiada Pompierilor  care a avut loc în Franța în orașul Mulhouse unde a obținut medalie de bronz[16].
- SVSU Jimbolia și SVSU Giarmata[17].

## Eveniment
În anul 2015 cu ocazia Zilei Pompierilor din România formația voluntară de pompieri din orașul Jimbolia a sărbătorit 140 de ani de la înființarea acesteia la care au participat autorități locale și județene inclusiv de la Inspectoratul Județean pentru Situații de Urgență „Banat” al Jud. Timiș.
În prezent în localitate funcționează Serviciul Voluntar pentru Situații de Urgență(S.V.S.U.) având în compunere un compartiment de prevenire a situațiilor de urgență, formațiuni de intervenție în vederea limitării și înlăturării situațiilor de urgență precum și echipe specializate constituite în funcție de tipurile de riscuri identificate în sectorul de competență.

## Finanțare

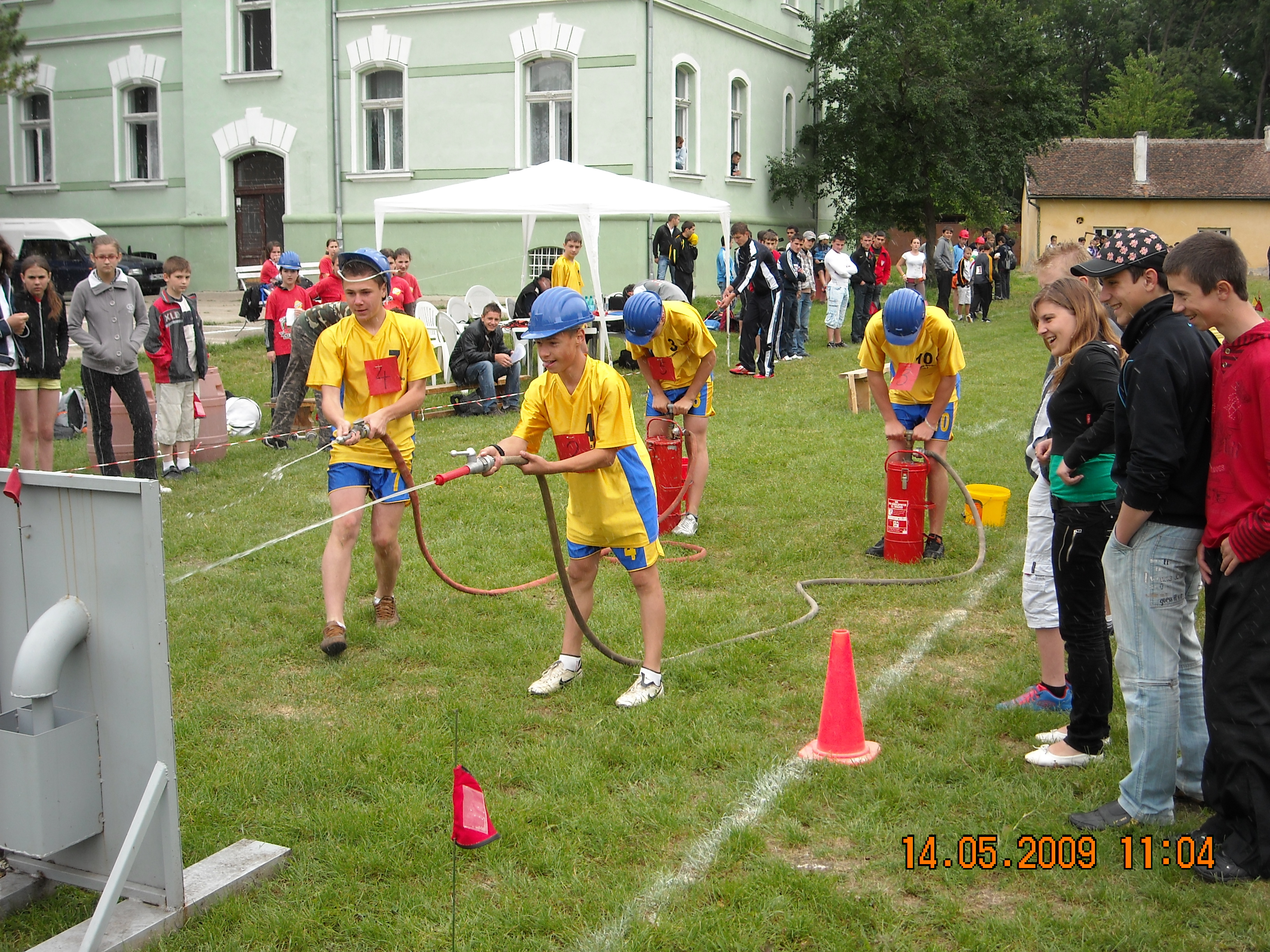
Concurs cercuri de elevi „Prietenii pompierilor” Timișoara, etapa județeană 2009

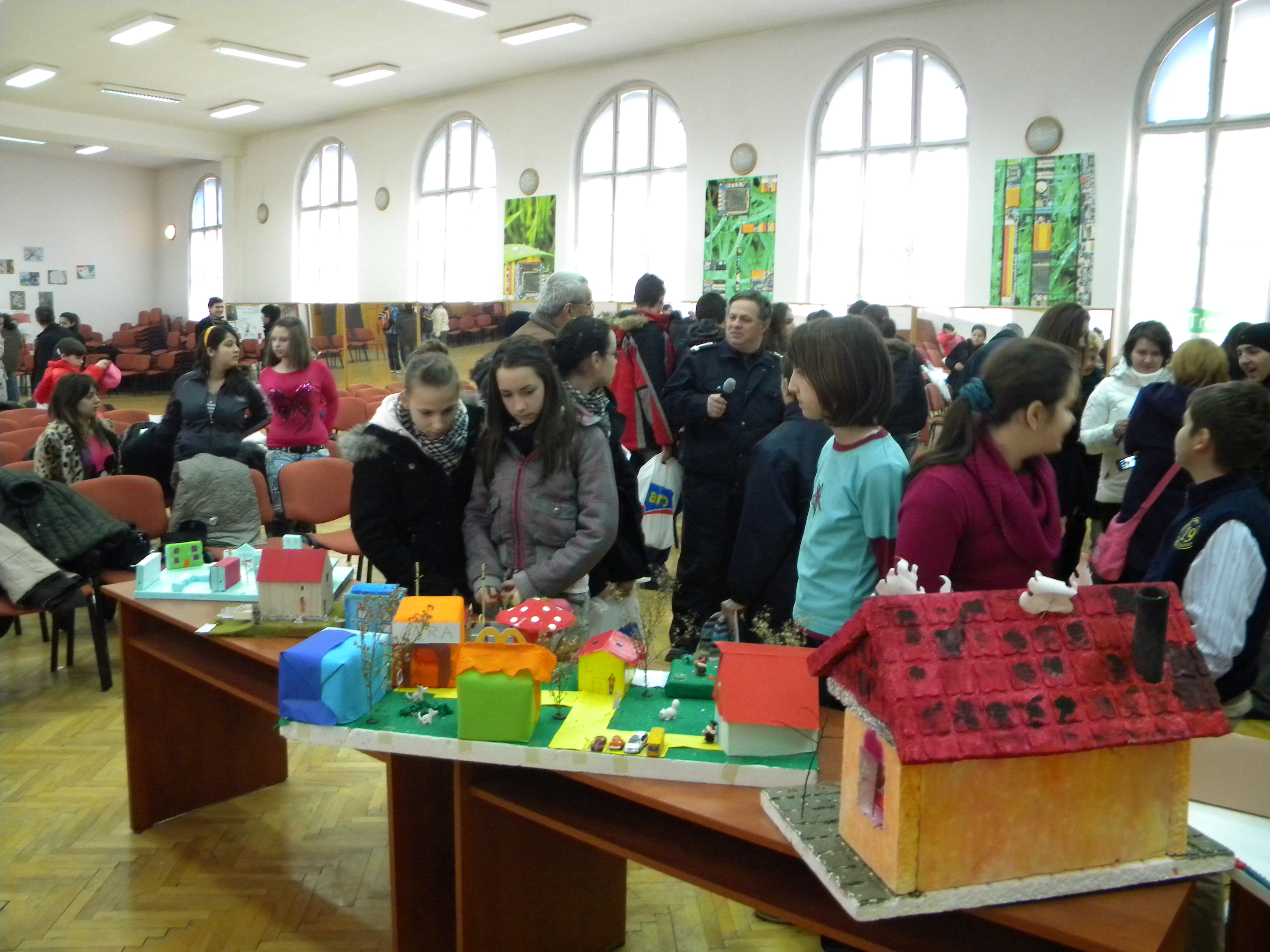
Concurs de protecție-civilă ,,Bum!!! Pericolul și intervenția la dezastre”, Timișoara, etapa județeană 2010

- Finanțarea cheltuielilor curente și de capital aferente activității serviciilor de urgență voluntare se asigură din bugetele locale.
- Finanțarea cheltuielilor curente și de capital aferente activității serviciilor de urgență private se asigură de operatorii economici și instituțiile care le-au constituit[2].

Cu ocazia Zilei Pompierilor din România 13 septembrie, autoritățile administrației publice centrale și locale, agenții economici și instituțiile pot acorda sprijin material și financiar în organizarea și desfășurarea concursurilor profesionale, a ceremoniilor și a altor acțiuni specifice ocazionate de aceste evenimente. Inspectoratele, formațiile de cadeți, cercurile aplicative de protecție civilă, precum și cercurile "Prietenii pompierilor" participă, cu echipe reprezentative, la concursuri profesionale și sportive internaționale.

## Galerie

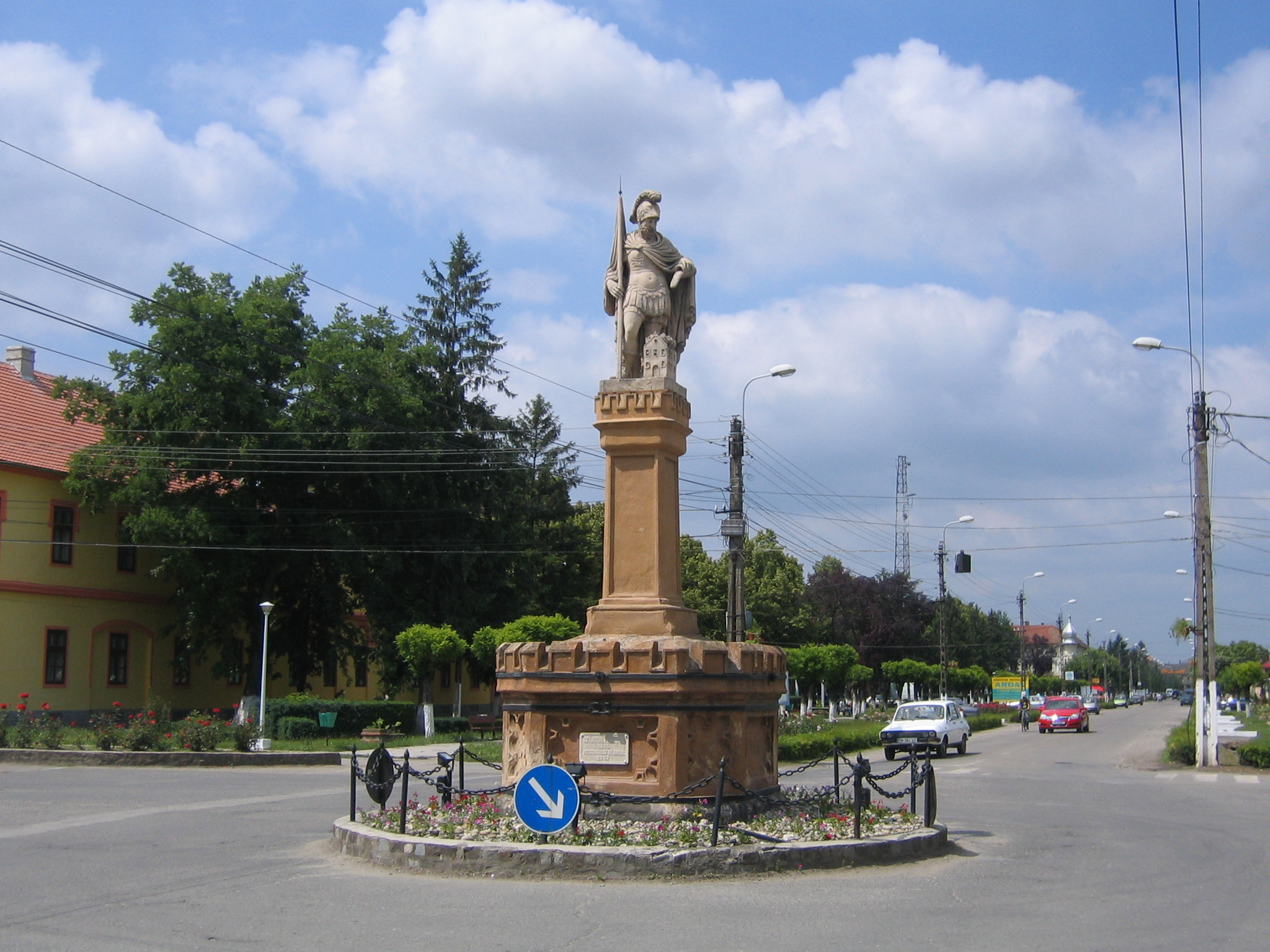
Statuia Sfântului Florian orașul Jimbolia
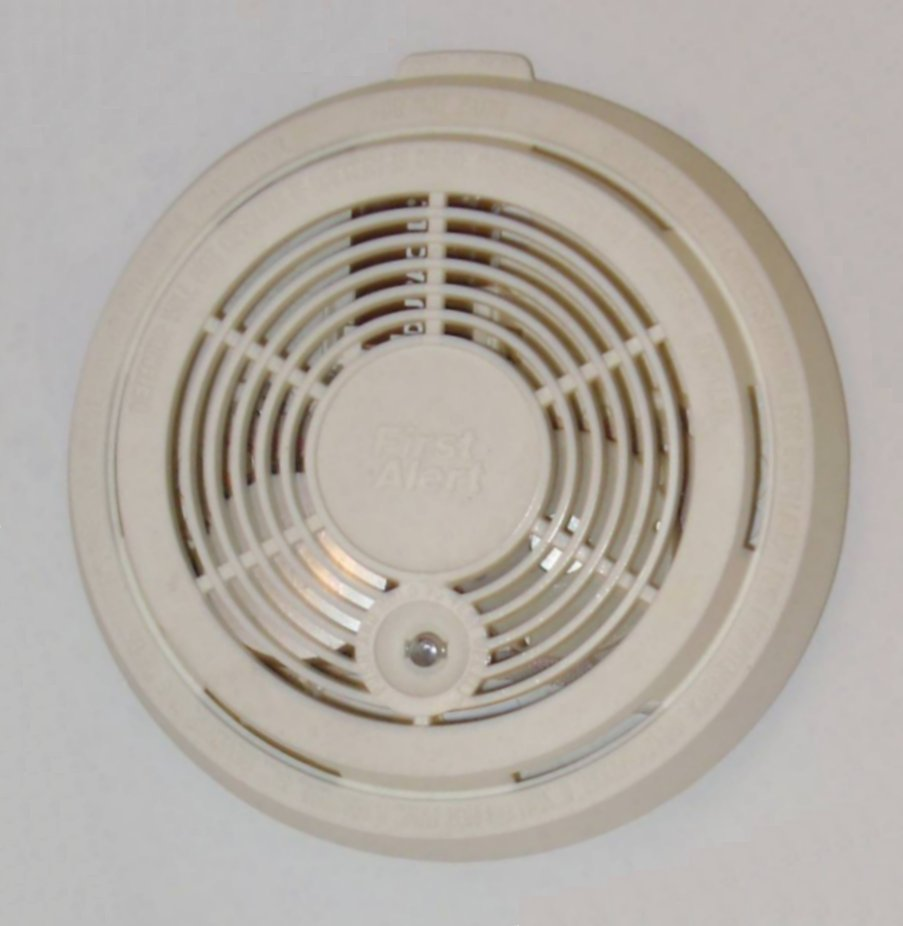
Un detector de fum
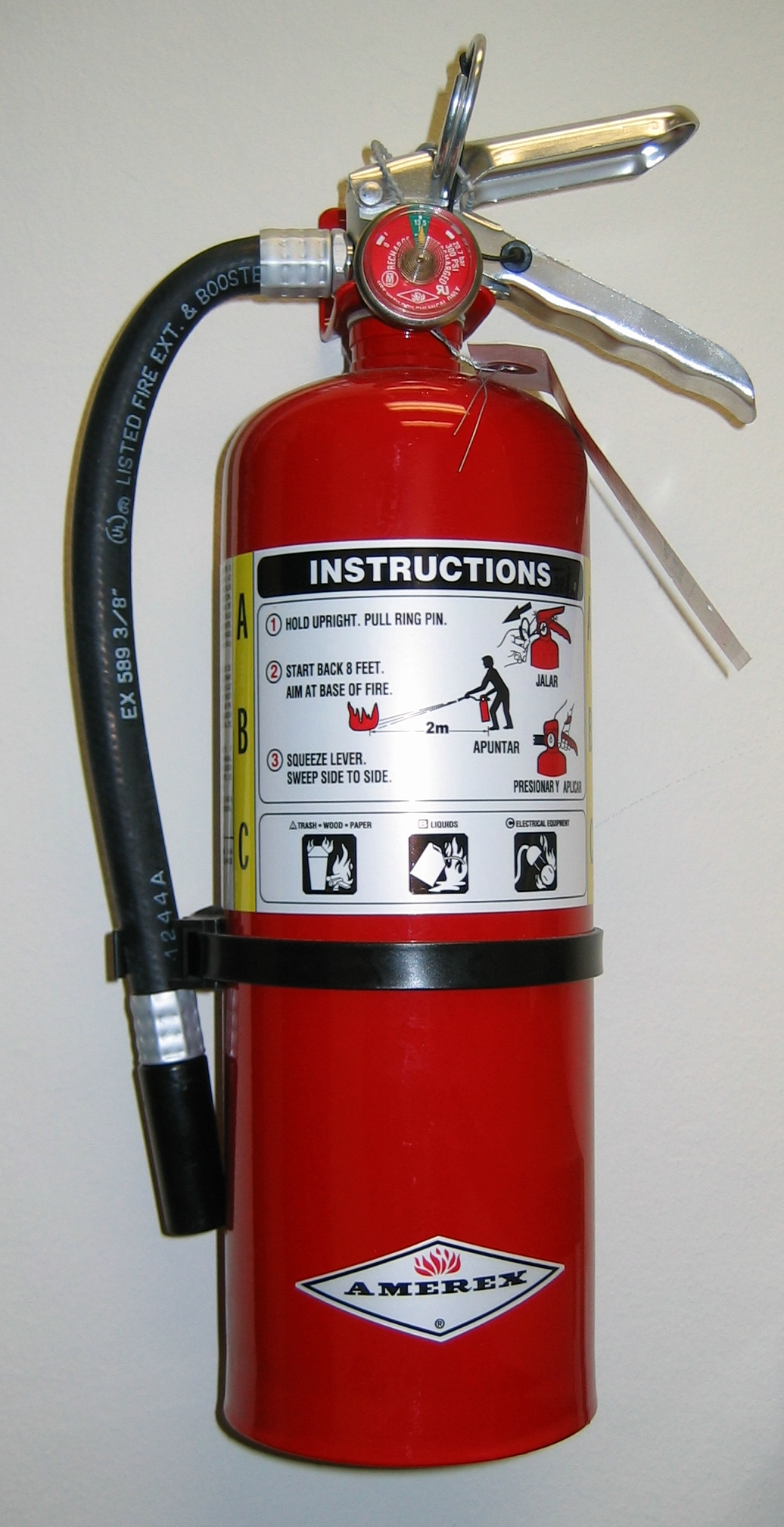
Stingător cu pulbere
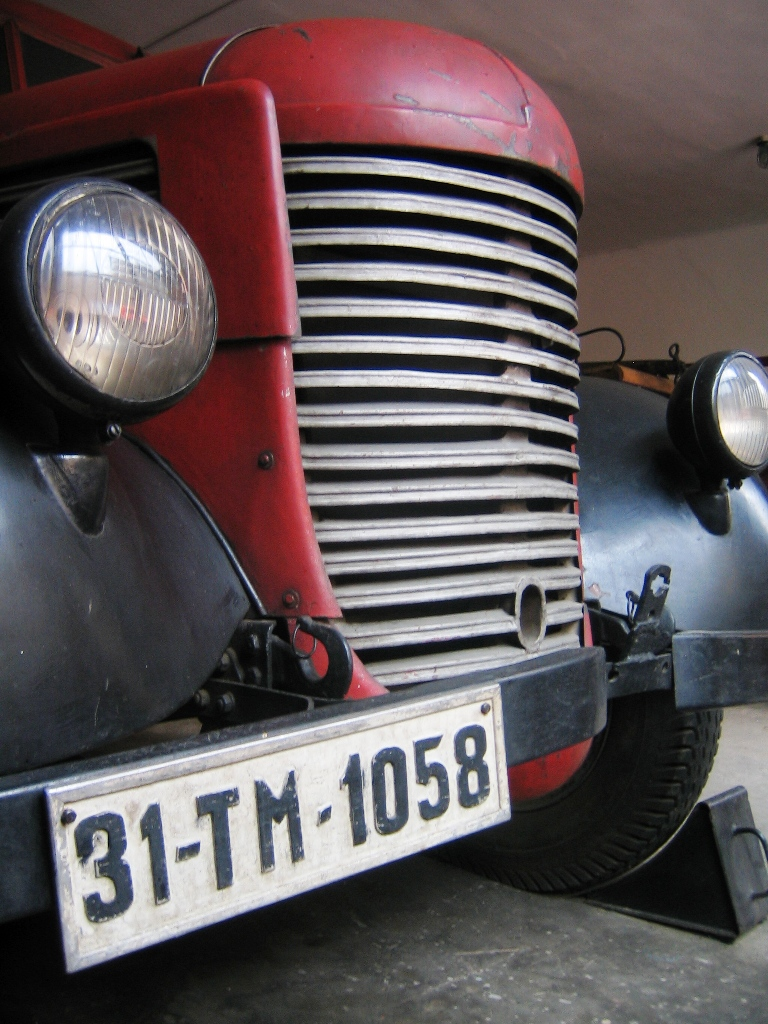
Autospecială pompieri expusă la Muzeul Pompierilor din Jimbolia